# اولنا ژیرکو
اولنا ژیرکو (انگلیسی: Olena Zhyrko؛ زادهٔ ۱۶ فوریهٔ ۱۹۶۸) بازیکن زن بسکتبال اهل اوکراین بود.